# Kartlis Deda
Kartlis Deda (gruzínsky: ქართვლის დედა), možno přeložit jako Matka Gruzie, je socha v gruzínském hlavním městě Tbilisi. Vztyčena byla roku 1958, u příležitosti výročí 1500 let od založení města, a jejím autorem je sochař Elguja Amašukeli. Socha měří 20 metrů. Původně byla dřevěná a uvažovalo se o její provizornosti. Nakonec ale bylo rozhodnuto, že socha zůstane na svém místě trvale a roku 1963 byla obalena vrstvou hliníku. Symbolizuje gruzínský národní charakter, v levé ruce drží misku vína k uvítání toho, kdo přichází v míru, a v pravé meč k potření toho, kdo přichází jako nepřítel a uzurpátor. Amašukeli sochu původně nazval Hlavní město, ale spontánně se prosadil lidový název Kartlis Deda - Matka Gruzie.